# Tordillos
Tordillos – gmina w Hiszpanii, w prowincji Salamanka, w Kastylii i León, o powierzchni 25,09 km². W 2011 roku gmina liczyła 432 mieszkańców.